# Traité de Salbai

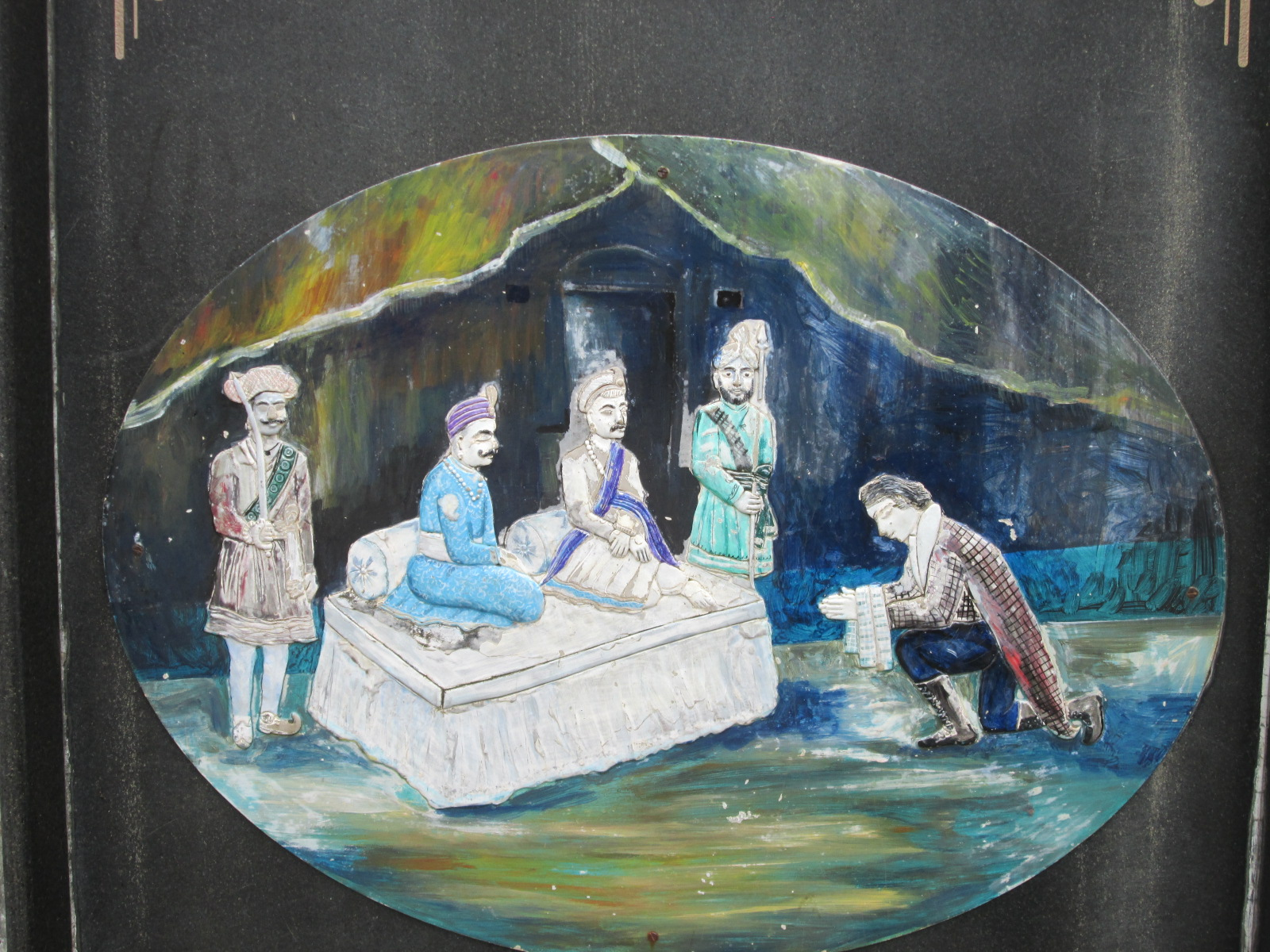
Fresque marathe représentant la reddition britannique et la signature d'un traité avec l'Empire maratha de l'Inde dans le cadre de la Première guerre anglo-marathe.

Le Traité de Salbai fut signé le 17 mai 1782 par les représentants de l'Empire marathe et de la Compagnie britannique des Indes orientales après de longues négociations pour régler l'issue de la Première guerre anglo-marathe. Il était convenu que la Compagnie garderait le contrôle de Salsette et obtiendrait des garanties que les Marathes dépossèderaient Haidar Alî de Mysore et reprendraient des territoires sur la Côte carnatique. Les Marathes garantissaient également que les Français ne pourraient établir de colonies sur leurs territoires. En retour, les Britanniques acceptaient de financer leur protégé, Raghunathrao, et reconnaissaient Madhavrao II comme Peshwâ de l'Empire marathe. Les Britanniques reconnaissaient également les revendications territoriales des Sindhia sur la rive ouest de la Yamunâ et tous les territoires occupés par les Britanniques après que le traité de Purandar les eut rendus aux Marathes.
Une période de calme relatif entre l'Empire Marathe et la Compagnie des Indes suivit la signature du traité de Salbai jusqu'au déclenchement de la Deuxième guerre anglo-marathe en 1802. David Anderson, traducteur en anglais d'ouvrages de droit musulman, eux-mêmes traduits en perse, signa le traité de Salbai pour le compte de la Compagnie. Il s'appuyait, pour les négociations, sur l'aide de Tafazzul Ḥusain Khān (1727-1800), le traducteur au Bengale des Principia mathematica de Newton .
« Le traité de Salbai établit sans contestation possible la domination des Britanniques comme le facteur déterminant de la politique indienne. Leur ascension subséquente à la position de pouvoir suprême en 1818 étant une conséquence inévitable de la position acquise par le traité de Salbai. » Cambridge History of India, vol. V.

## Sources
- Olson, James Stuart and Shadle, Robert. Historical Dictionary of the British Empire. Greenwood Press, 1996.  (ISBN 0313279179)

- (en) Cet article est partiellement ou en totalité issu de l’article de Wikipédia en anglais intitulé « Treaty of Salbai » (voir la liste des auteurs).